# Пепене, Паул Константин
Паул Константин Пепене (рум. Paul Constantin Pepene; род. 21 мая 1988, Брашов) — румынский лыжник, участник Олимпийских игр в Ванкувере и Сочи. Специалист дистанционных гонок.

## Карьера
В Балканском кубке дебютировал в марте 2007 года, в январе 2008 года одержал первую победу на этапах Балканского кубка. Всего на сегодняшний день имеет 6 побед на этапах Балканского кубка. Пепене трижды побеждал в общем зачёте Балканского кубка, в сезонах 2006-07, 2008-09 и 2009-10.
На Олимпиаде-2010 в Ванкувере был заявлен в четырёх гонках: 15 км коньком — 37-е место, дуатлон 15+15 км — 29-е место, командный спринт — 17-е место, масс-старт на 50 км — не стартовал.
За свою карьеру принимал участие в двух чемпионатах мира, лучший результат 35-е место в дуатлоне 15+15 км на чемпионате-2011 в Осло.
Использует лыжи производства фирмы Fischer, ботинки и крепления Salomon.